# Lou Albert-Lasard
Lou Albert-Lasard, född den 10 november 1885 i Metz, död den 21 juli 1969 i Paris, var en tysk-fransk modernistisk konstnär.
Hon är känd för sin romans med den österrikiske poeten Rainer Maria Rilke.

## Liv och verk
Lou Lasard föddes 1885 i Metz, Lorraine, då del av Kejsardömet Tyskland, i en judisk bankirfamilj. Från 1908 till 1914 studerade hon först konst i München, där hon bodde med sin syster, målaren Ilse Heller-Lazard, och sedan i Paris. 1909 gifte hon sig mot föräldrarnas vilja med den 26 år äldre Augsburgskemisten och uppfinnaren Eugen Albert (1856–1929).
Från detta äktenskap kom dottern Ingo de Croux-Albert (1911–1997). Äktenskapet var bara på pappret, eftersom Lou Albert-Lasard 1914 inledde ett kärleksförhållande med poeten Rainer Maria Rilke (1875–1926), med vilken hon bodde tillsammans med i Wien och München till 1916. Hon rörde sig i en konstnärsmiljö där hon var bekant med, bland andra Romain Rolland, Stefan Zweig, Paul Klee och Oskar Kokoschka.
Efter en tvåårig vistelse i Schweiz gick hon med i den avantgardistiska konstnärsgruppen Novembergruppe i Berlin. Hennes verk från denna perioden bestod huvudsakligen av tecknade och etsade porträtt av hennes vänner. 1928 bosatte hon sig i Paris och blev en del av konstnärskretsarna i Montparnassedistriktet. Där målade hon, liksom många andra artister, bilder från danslokalen Bal Bullier, där medlemmar ur olika skikt som bohemerna och demimonden rörde sig. Hon upprätthöll vänskap med Henri Matisse, Alberto Giacometti och Robert Delaunay.
Lou Albert-Lasard reste ofta med sin dotter till Nordafrika, Indien, Tibet och andra länder. Teckningar och akvareller som hon medbragte från dessa resor ställdes ut 1939.
När Nazityskland anföll Frankrike internerades Lou Albert-Lasard och hennes dotter i maj 1940 av fransmännen i Gurs-lägret. Hennes medfånge, Hanna Schramm, ger i boken om sin vistelse i Gurs en liten inblick i Albert-Lasards vardag i lägret, som hon brukade fånga i porträtt av sina medfångar och scener från lägerlivet i teckningar och akvareller:
"Vi visste om att ett antal konstnärer befann sig i lägret. Under sommaren 1940 hade vi sett Lou Albert-Lazard, en av Rilkes otaliga väninnor, klädd i flödande vita tyger, en enorm halmhatt ovanpå hennes röda hårman, gå runt i grannskapet med skissplattan under armen letade efter modeller. Kvinnorna blev irriterade till en början, men sedan vänjde de sig vid den ”förryckta målarinnan” när hon använde dem som nakenmodeller hukande i ett hörn av tvättrummet. Otaliga blad skapades med hastigt framkastade, mycket charmiga skisser. Mot slutet av sommaren befriades Lou Albert-Lazard och lämnade lägret.
I augusti 1940 – Frankrike hade under tiden besegrats – släpptes Lou Albert-Lasard och hennes dotter och de återvände till Paris.
Under 1950-talet åkte Lou Albert-Lasard med sin dotter, ofta med husvagn, på resor, där hon bearbetade sina intryck i akvareller och litografier.
Lou Albert-Lasard dog i juli 1969 i Paris. Hennes grav ligger på Cimetière du Montparnasse, avdelning 27.

### Refensenser
1. 1 2 3  läs online, archives.metz.fr .[källa från Wikidata]
2. 1 2  Lou Albert-Lasard, RKDartists (på engelska), RKDartists-ID: 110134.[källa från Wikidata]
3. ↑  SNAC, SNAC Ark-ID: w66t38xh, läs online, läst: 9 oktober 2017.[källa från Wikidata]
4. ↑  FemBios databas, FemBio-ID: 446, läst: 9 oktober 2017.[källa från Wikidata]
5. ↑  läs online, www.infocenters.co.il .[källa från Wikidata]
6. ↑  läs online, holocaust-education.net .[källa från Wikidata]
7. ↑  Lou Albert-Lasard, Albert-Lasard, Lou (på engelska), Benezit Dictionary of Artists, 16 december 2017, 10.1093/BENZ/9780199773787.ARTICLE.B00002191, Benezit-ID: B00002191.[källa från Wikidata]
8. ↑  Gemeinsame Normdatei, läst: 31 december 2014.[källa från Wikidata]
9. ↑  Union List of Artist Names, 9 augusti 2021, ULAN: 500385910, läs online, läst: 11 februari 2024.[källa från Wikidata]
10. ↑  Das Kunstblatt, IX. Jahrgang 1925, S. 156.
11. ↑  Mall:NDB
12. ↑  Rainer Stamm: Wir wollen die Futuristen übertreffen. In: Frankfurter Allgemeine Zeitung, Feuilleton, 8. März 2016.
13. ↑  Hanna Schramm: Menschen in Gurs, S. 124. Auf Seite 128 ist eine der erwähnten Aktzeichnungen von Lou Albert-Lasard abgedruckt. Der im Zitat benutzte Begriff Îlot, der im Französischen Inselchen bedeutet, steht hier einen abgegrenzten Bereich des Lagers, das in mehrere Îlots unterteilt war.
14. ↑  knerger.de: Das Grab von Lou Albert-Lasard